# Mark Krejn
Mark Grigorjewicz Krejn (ros. Марк Григорьевич Крейн; ur. 3 kwietnia 1907 w Kijowie, zm. 17 października 1989 w Odessie) – radziecki matematyk pochodzenia żydowskiego. Jest znany ze względu na swój wkład w rozwój metod analizy funkcjonalnej, a dokładniej teorii operatorów, związanych z konkretnymi problemami fizyki matematycznej, szczególnie równań różniczkowych i modów normalnych.

## Życiorys
Urodził się w Kijowie, w wieku 17 lat opuścił dom i przeniósł się do Odessy. Tam ukończył Odeski Uniwersytet Narodowy. Tam też w 1929 uzyskał tytuł doktora; promotorem jego rozprawy doktorskiej był Nikołaj Czebotariow. W 1928 został wykładowcą Kazańskiego Uniwersytetu Państwowego.
W swojej karierze akademickiej wielokrotnie spotykał się z trudnościami wynikającymi z dyskryminacji antysemickiej. Mimo to Krejn pozostawił po sobie wielką spuściznę w postaci prac zaliczanych do kanonu myśli matematycznej. Chociaż nie mógł odwiedzać światowych ośrodków badań matematycznych, jego prace zyskały międzynarodowe uznanie. W 1968 został członkiem honorowym Amerykańskiej Akademii Sztuk i Nauk, a w 1979 członkiem zagranicznym Narodowej Akademii Nauk. W 1982 wraz z Hasslerem Whitneyem został wyróżniony nagrodą Wolfa. Jego uczniami byli znani matematycy Dawid Milman, Mark Najmark i Witold Szmuljan.